# Ślubów (Mazovie)
Pour les articles homonymes, voir Ślubów (Basse-Silésie).
Ślubów (prononciation : [ˈɕlubuf]) est un village polonais de la gmina de Wyszków dans le powiat de Wyszków de la voïvodie de Mazovie dans le centre-est de la Pologne.
Il se situe à environ 6 kilomètres au sud-ouest de Wyszków (siège de la gmina et de la powiat) et à 47 kilomètres au nord-est de Varsovie (capitale de la Pologne).
Le village possède une population d'environ 500 habitants.

## Histoire
Jusqu'en 1975, il faisait partie du territoire de la Voïvodie de Varsovie, puis de 1975 à 1998, de celui de la Voïvodie d'Ostrołęka